# Gheorghe Mociorniță
Gheorghe Mociorniță (n. 14 martie 1919, Băicoi, România – d. 21 aprilie 1945, Nivnice, Zlín, Cehia) a fost un aviator român, care a căzut eroic în luptele din cel de-al Doilea Război Mondial.

## Biografie

### Studii
S-a născut în comuna Băicoi (astăzi oraș) în familia tehnicianului petrolist Nicolae Mociorniță, care a luptat în Primul Război Mondial și a fost decorat cu „Virtutea Ostășească” pentru acte de vitejie în Bătălia de la Mărășești, și a soției sale, Ioana. Unchiul său era Dumitru Mociorniță, care, după studii efectuate ca bursier al statului român la Paris și o activitate de reprezentant comercial al unei firme din Hamburg, a ajuns un cunoscut industriaș în domeniul pielăriei.
Gheorghe Mociorniță a urmat școala primară la Băicoi (1926–1930), apoi studiile medii la Liceul „Matei Basarab” din București (1930–1932) și la Liceul „Radu Negru” din Făgăraș (1932–1938). După absolvirea liceului, în 1938 s-a înscris la Facultatea de Litere și Filosofie a Universității din București, unde a dovedit înclinații către literatură, iar profesorul Dumitru S. Panaitescu (mai cunoscut sub pseudonimul Perpessicius) intenționa să-i propună după absolvire un post de asistent universitar. În toamna anului 1940 se afla în anul III de facultate, dar nu a reușit să-l termine din cauza faptului că a trebuit să-și satisfacă stagiul militar.

### Pregătirea ca pilot
Fiind pasionat de aviație, a urmat cursurile de pilotaj sportiv organizate de Asociația Română pentru Propaganda Aviației, dobândind brevetul de pilot. La 9 decembrie 1940 s-a înscris la Școala militară de ofițeri activi de aviație, iar după absolvire, la 10 mai 1942, a fost avansat sublocotenent. Între timp, fratele său mai mare (care avea 26 de ani) a murit la 31 decembrie 1941 în luptele de lângă Sevastopol. Gheorghe Mociorniță a urmat apoi Școala de piloți de vânătoare de la Galați, pe care a absolvit-o la 26 iunie 1943, primind brevetul de pilot-militar (Ordinul de zi nr. 174/1943). A fost repartizat în Escadrila 64 a Grupului 1 Vânătoare, cu care s-a antrenat în iarna anilor 1943–1944 la Roșiorii de Vede. În momentul intensificării bombardamentelor aliate asupra României în aprilie 1944 Gheorghe Mociorniță făcea parte din Grupul 2 Vânătoare. A participat la prima misiune a acestei subunități în 4 aprilie 1944, iar apoi timp de două luni a fost prezent în aproape toate misiunile Grupului. Primele victorii aeriene ale sublocotenentului Mociorniță au fost asupra bombardierelor americane din Forța a 15-a Aliată de la Foggia, în raidurile din 5–6 mai ale asupra Ploieștiului. La 5 mai a doborât un B-24, iar a doua zi altul. A treia victorie, tot asupra unui B-24, a obținut-o în raidul din 18 mai asupra Ploieștiului. Totuși, una dintre victorii, deși recunoscută, a rămas neconfirmată.

### Misiuni efectuate după 23 august 1944
În momentul Loviturii de stat de la 23 august 1944 Gheorghe Mociorniță făcea parte din Escadrila 66 a Flotilei 2 Vânătoare. La 8 septembrie 1944 a fost avansat la gradul de locotenent, iar după o săptămână a fost decorat cu Ordinul „Coroana României” „pentru curajul deosebit și pentru conștiinciozitatea cu care a executat misiunile în folosul armatelor terestre”. Cu Escadrila 66 a participat la luptele pentru eliberarea Transilvaniei, Ungariei și Cehoslovaciei, efectuând misiuni de însoțire, recunoaștere și acoperire aeriană, precum și atacuri la sol.
Bazat pe aerodromul din Túrkeve, la 17 noiembrie a executat atacuri la sol în zonele Hatvan și Aszód din Ungaria, cum a fost și cel de lângă Kálló. Pentru a sprijini trupele Armatei 27 sovietice, la 21 noiembrie Grupul 2 Vânătoare s-a mutat pe aerodromul Miskolc. Între 22–23 noiembrie a executat misiuni asupra coloanelor motorizate inamice din zonele Fil'akovo–Lučenec și Rimavská Sobota–Rimavská Baňa  (Cehoslovacia). Tot în zona orașului Fiľakovo, într-o altă misiune, din 22 decembrie, a distrus, alături de coechipierii săi, 20 de autocamioane germane încărcate cu materiale de război.
La începutul lunii aprilie 1945 a sprijinit atacul orașului Kremnica, atacând la Turček , la nord de Kremnica, coloanele motorizate.

### Ultima misiune
Cea de a 29-a misiune de război, din 21 aprilie 1945, consta în patrularea zonei dintre Suchá Loz (en/sk) și Dolní Němčí (en/sk). Pilotând avionul IAR 80 „Alb 426”, a atacat, alături de coechipierul său, adjutantul major Dumitru Silivan, o coloană motorizată germană în retragere pe șoseaua dintre Nivnice și Uherský Brod (en/sk). Aeronavele românești au lovit puternic coloana germană, dar, coborând prea jos la un moment dat, avionul lui Gheorghe Mociorniță a fost lovit de apărarea antiaeriană și s-a prăbușit în flăcări. Silivan s-a întors să-l caute și l-a văzut prăbușit peste porțiunea cea mai aglomerată a coloanei, unde a produs o explozie puternică. Pilotul a fost găsit de localnici cu picioarele retezate și un glonț în cap. Rămășițele sale pământești au fost înmormântate în cimitirul eroilor români din Zvolen.
În cele 29 de misiuni de război în care a zburat locotenentul aviator Gheorghe Mociorniță a doborât doar 3 avioane, dar i s-au atribuit 9 victorii potrivit sistemului românesc de punctaj, ceea ce l-a făcut să atingă baremul necesar pentru un as al aviației.

## Recunoașterea eroismului
Gheorghe Mociorniță a fost decorat post-mortem cu ordinele „Steaua României” cl. a V-a, „Coroana României” cl. a V-a cu spade și „Virtutea Aeronautică” cl. I.
Bucăți din avionul pilotat de Gheorghe Mociorniță au fost donate în 1988 de statul cehoslovac către Muzeul Militar Național din București. În semn de omagiu, Grupul 86 Vânătoare a primit în 1991 numele „Locotenent-aviator Gheorghe Mociorniță”, iar Flotila 86 Aeriană a reconfirmat acest nume în 2011.
Un bust al aviatorului Gheorghe Mociorniță a fost amplasat în fața primăriei orașului Băicoi, fiind dezvelit la 21 aprilie 2015, cu ocazia comemorării a 70 de ani de la moartea sa eroică.